# Chwalimka
Chwalimka (pot. Knyczanka) – struga, lewobrzeżny dopływ Parsęty, na Pojezierzu Drawskim, w woj. zachodniopomorskim, w gminie Barwice.
Struga ma źródło na bagnach na południe od wsi Nowy Chwalim. Płynie na północny zachód w kierunku wsi Knyki, przed którą zaczyna biec na północ. Płynie w pobliżu Chwalimskiej Góry (128,4 m n.p.m.), a następnie dalej na północ, gdzie uchodzi do Parsęty, od jej lewego brzegu.
Dolina Chwalimki została objęta obszarem ochrony siedlisk "Dorzecze Parsęty".